# Gabriel Paulista
Gabriel Armando de Abreu (sinh ngày 26 tháng 11 năm 1990, được biết đến nhiều hơn với cái tên Gabriel Paulista hay Gabriel là một cầu thủ bóng đá quốc tịch Brasil, hiện đang chơi cho câu lạc bộ Atlético Madrid ở vị trí trung vệ.
Anh bắt đầu sự nghiệp với việc chơi cho đội trẻ Vitória vào năm 2010 trong một mùa giải, rồi chuyển đến chơi cho Villarreal thêm nửa mùa giải trước khi chính thức ký hợp đồng với Arsenal vào tháng 1 năm 2015.

## Thống kê sự nghiệp

### Câu lạc bộ
Tính đến 21 tháng 5 năm 2016
| Câu lạc bộ          | Mùa giải            | Hạng                | Giải đấu | Giải đấu | Cúp quốc gia | Cúp quốc gia | Cúp liên đoàn | Cúp liên đoàn | Châu lục | Châu lục | Khác | Khác | Tổng cộng | Tổng cộng |
| Câu lạc bộ          | Mùa giải            | Hạng                | Trận     | Bàn      | Trận         | Bàn          | Trận          | Bàn           | Trận     | Bàn      | Trận | Bàn  | Trận      | Bàn       |
| ------------------- | ------------------- | ------------------- | -------- | -------- | ------------ | ------------ | ------------- | ------------- | -------- | -------- | ---- | ---- | --------- | --------- |
| Vitória             | 2010                | Série A             | 11       | 0        | 2            | 0            | —             | —             | 8        | 0        | 1    | 0    | 22        | 0         |
| Vitória             | 2011                | Série B             | 17       | 0        | 0            | 0            | —             | —             | 0        | 0        | 10   | 0    | 27        | 0         |
| Vitória             | 2012                | Série B             | 35       | 0        | 5            | 0            | —             | —             | 0        | 0        | 17   | 4    | 57        | 4         |
| Vitória             | 2013                | Série A             | 14       | 1        | 3            | 0            | —             | —             | 0        | 0        | 18   | 2    | 35        | 3         |
| Vitória             | Tổng cộng           | Tổng cộng           | 77       | 1        | 10           | 0            | —             | —             | 8        | 0        | 46   | 6    | 141       | 7         |
| Villarreal          | 2013–14             | La Liga             | 18       | 0        | 3            | 0            | —             | —             | 0        | 0        | 0    | 0    | 21        | 0         |
| Villarreal          | 2014–15             | La Liga             | 19       | 0        | 2            | 0            | —             | —             | 8        | 0        | 0    | 0    | 29        | 0         |
| Villarreal          | Tổng cộng           | Tổng cộng           | 37       | 0        | 5            | 0            | —             | —             | 8        | 0        | 0    | 0    | 50        | 0         |
| Arsenal             | 2014–15             | Premier League      | 6        | 0        | 2            | 0            | 0             | 0             | 0        | 0        | 0    | 0    | 8         | 0         |
| Arsenal             | 2015–16             | Premier League      | 21       | 1        | 4            | 0            | 0             | 0             | 4        | 0        | 0    | 0    | 29        | 1         |
| Arsenal             | 2016-17             | Premier League      | 19       | 0        | 3            | 0            | 3             | 0             | 2        | 0        | 0    | 0    | 27        | 0         |
| Arsenal             | Tổng cộng           | Tổng cộng           | 46       | 1        | 9            | 0            | 3             | 0             | 6        | 0        | 0    | 0    | 64        | 1         |
| Tổng cộng sự nghiệp | Tổng cộng sự nghiệp | Tổng cộng sự nghiệp | 141      | 2        | 21           | 0            | 0             | 0             | 20       | 0        | 46   | 6    | 229       | 8         |

1. ↑  Bao gồm Copa Sudamericana và UEFA Europa League.
2. ↑  Bao gồm Campeonato Baiano và Copa do Nordeste.

## Danh sách

### Câu lạc bộ
Arsenal
- FA Cup: 2014–15, 2016–17[5][6][7]
- FA Community Shield: 2015

Valencia
- Copa del Rey: 2018–19[8]

### Cá nhân
- Trung vệ xuất sắc nhất Campeonato Baiano: 2012, 2013